# Ljubomir Geraskov
Ljubomir Stiljanov Geraskov (in bulgaro Любомир Стилянов Герасков?; Sofia, 27 dicembre 1968) è un ex ginnasta bulgaro.

## Palmarès

### Olimpiadi
- 1 medaglia:
  - 1 oro (Seul 1988 nel cavallo)

### Mondiali
- 2 medaglie:
  - 2 bronzi (Rotterdam 1987 nel cavallo; Rotterdam 1987 nel corpo libero)